# パリ・ダカールラリー (ビデオゲーム)
パリ・ダカールラリー（Paris-Dakar Rally ）は、ブロードソードインタラクティブが開発、アクレイム・エンタテインメントから発売されたレーシングビデオゲームである。これは「世界一過酷なモータースポーツ競技」とも言われるパリ・ダカールラリーを題材としており、本ゲームは第22回大会(2000年)に基づいている。